# Centroptilum minor
Centroptilum minor är en dagsländeart som först beskrevs av Mcdunnough 1926.  Centroptilum minor ingår i släktet Centroptilum och familjen ådagsländor. Inga underarter finns listade i Catalogue of Life.